# عبد اللطيف بن إبراهيم آل الشيخ مبارك
عبد اللطيف بن إبراهيم بن عبد اللطيف آل الشيخ مبارك (1871 - 1923 م) (1288 - 1342 هـ) فقيه مالكي وشاعر سعودي. ولد في الهفوف بالأحساء ونشأ فيها في عائلة آل الشيخ مبارك البارزة. حفظ القرآن وتلقى علومه الأولية بالمدارس الأهلية، كما تلقى علوم الفقه المالكي واللغة على والده، ثم سافر إلى العراق لإكمال دراسته. عمل مدرسًا ومرشدًا في إمارة أبو ظبي وسلطنة عُمان، ثم في الأحساء، كما قام على شؤون الدعوة والإرشاد والخطابة في بعض مساجدها. كان حسن الصوت، يرتل القرآن. توفي في مسقط رأسه. أكثر شعره موزع بين أصدقائه ومعارفه، وقد جُمع بعضه عبد الفتاح محمد الحلو في شعراء هجر من القرن الثاني عشر إلى القرن الرابع عشر.

## سيرته
هو عبد اللطيف بن إبراهيم بن عبد اللطيف بن مبارك. ولد في الأحساء سنة 1288 هـ/ 1871 م ونشأ فيها بين أسرة البارزة المالكية، فحفظ القرآن وتلقّى العلوم الشرعية والعربية على والده إبراهيم وعلى عيسى بن جامع. ثم سافر مع ابن عمه عبد العزيز بن حمد إلى العراق لمواصلة دارسته. ثم إلى سلطنة عمان للدعوة والإرشاد، ثم انتقل إلى أبو ظبي، بدعوةٍ من أميرها وبنى له مدرسة للعلوم الشرعية والعربية، فصار مدرّسًا ومرشدًا في عام 1336 هـ/ 1918 م، وشرع هناك في تدريس التفسير والحديث والفقه والفرائض والنحو فأشتهر بها. 

عمل خطيبًا، وكان حسن الصوت، يرتل القرآن.

توفي في مسقط رأسه سنة 1342 هـ/ 1923 م.

## شعره
كان شاعرًا وعُدّ من الشعراء المجيدين، وله قصائد في الرثاء. كنا أنه تطرّف في الغزل العفيف على عادة الشعراء القدامى. جاء في معجم البابطين عن شاعريته: